# 프레제니우스
프레제니우스(Fresenius)는 독일 바트홈부르크포어데어회에에 위치한 의료 기업이다. 병원 및 외래의료에 인공투석을 위한 제품과 서비스를 제공한다. 병원 경영, 금융 센터 및 기타 의료 시설을 위한 공학 및 서비스에 참여한다.
이 기업은 포브스 글로벌 2000에서 258위로 순위를 올렸다.
2022년 3월, 이 기업은 인터웰 헬스(InterWell Health), 크리켓 헬스(Cricket Health)와 합병하여 새로운 기업이 설립될 것을 발표했다. 인터웰 헬스 브랜드로 운영되면서 초기 단계의 신장병들을 위한 서비스에 집중할 예정이다.